# Hankó Zoltán
Hankó Zoltán (Kolozsvár, 1910. január 12. – Marosvásárhely, 1978. június 20.) erdélyi magyar  gyógyszerészeti szakíró.

## Életpályája
Tanulmányait Bukarestben végezte (1939), oklevelét Szegeden nyerte el (1941). Előbb a kolozsvári Hygea gyógyszertár laboratóriumában dolgozik; 1945-ben kinevezik a marosvásárhelyi Orvosi és Gyógyszerészeti Intézet gyógyszertárának vezetőjévé, a gyógyszerészeti kar megalakulásával 1948-tól a galenikai tanszék előadótanára nyugalomba vonulásáig (1970). Szaktevékenységének jelentős részét a parenterális készítmények tanulmányozása képezte. Hazánkban az elsők között foglalkozott a gyógyászatban alkalmazott infúziós oldatok előállításával. Szakdolgozatait az Orvosi Szemle, Farmacia, Értesítő közölte. Részt vett a Farmacopeea Română 7. (1956) és 8. (1965) kiadásának szerkesztésében, társszerzője a Tehnica farmaceutică című egységes tankönyvnek (Victor Ciocănel mellett, 1969).
Jegyzete: Galenika III (Marosvásárhely 1957).